# Refugiados do Sudão

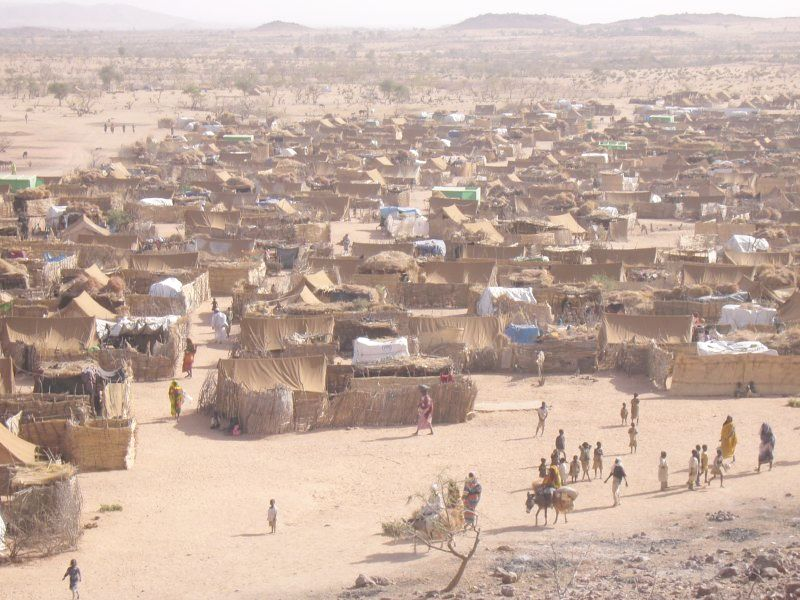
Um campo de refugiados de Darfur no Chade.

Refugiados sul sudaneses são pessoas originárias do Sudão do Sul que buscam refúgio fora das fronteiras do seu país natal. Na história recente, o Sudão do Sul tem sido palco de conflitos prolongados e guerras civis, bem como alterações ambientais, nomeadamente a desertificação. Essas forças resultaram não só na violência e na fome, mas também na migração forçada de um elevado número da população sudanesa, tanto dentro como fora das fronteiras do país.
O movimento de populações dentro e em torno do território do atual Sudão do Sul e os seus vizinhos por comércio, oportunidade, variações climáticas e conflitos não é exclusivo na história recente ou contemporânea. Porém esses movimentos se intensificaram e se tornaram mais concentrados relativamente por causa da prolongada guerra civil, da violência entre as várias populações ao longo de linhas étnicas e políticas, secas e fomes subsequentes na década de 1980, e provocaram emergências humanitárias e fome devido a resposta inadequada às crises anteriores pelas organizações internacionais de ajuda. Movimentos de pessoas também são inerentemente mais problemáticos através das fronteiras internacionais, que podem ser contraditórios com o fluxo natural da população dentro da região. 
Em 1956, o Sudão do Sul se tornou um país independente, se esquivando da influência imperialista britânica, e assim, começa a ter em seu governo, representantes majoritariamente muçulmanos na região do norte, favorecendo o conflito presente, por contas das diferenças étnicas principalmente da região sul, a qual teve reações para com o governo, que no ano de 1983 decidiu impor as leis islâmicas por toda a extensão do país, ocorrendo nesse contexto, o surgimento da resistência armada ao governo SPLA/M (Sudanese People’s Liberation Army/Moviment)
O conflito então se estende até os dias atuais com guerras civis no Sudão do Sul e intrigas entre o Sudão. Como um país que está em crise desde sua independência e que vem desenvolvendo agravantes pela reconfiguração do espaço geográfico e da globalização, torna-se necessário analisar a inserção do Sudão do Sul no mundo, principalmente o destaque entre sua aliança com a Liga Árabe e com a OCI - Organização da Conferência Islâmica - que vem se posicionando em diferentes lados do conflito, além da ligação de sua localidade com as instabilidades políticas e algumas territorializações como a pluralidade de identidades culturais assim como os fundamentos religiosos, que são pontos importantes para o conflito que gera fluxos extremamente altos de refugiados.
Sendo um exemplo de complexidade e desigualdade em desenvolvimento, o Sudão do Sul apresenta refugiados como uma peça-chave, mostrando o mais alto grau de exclusão a que um indivíduo pode ser submetido, como o país está inserido em um processo de reconstrução de território o impacto ocasionado pelo fluxo de refugiados nos países de fronteira dificultam ainda mais a questão das crises humanitárias.
| Refugiados sudaneses                | Refugiados sudaneses |
| População total                     | População total      |
| ----------------------------------- | -------------------- |
| cerca de 5.5 milhões                |                      |
| Regiões com população significativa |                      |
| Sudão                               | 4.644.800            |
| Egito                               | 4.113                |
| República Centro-Africana           | 16.969               |
| Chade                               | 209.000              |
| República Democrática do Congo      | 33.168               |
| Uganda                              | 47.401               |
| Quênia                              | 37.865               |
| Etiópia                             | 40.141               |
| Eritreia                            | 215                  |